# Downtown Atlanta
Downtown Atlanta es un distrito financiero de Atlanta (Georgia, Estados Unidos). Es el más grande de los tres distritos financieros de la ciudad (los otros dos son Midtown y Buckhead). En él se encuentran muchas sedes corporativas y regionales; oficinas de las Administraciones federal, del estado, del condado y de la ciudad; la Universidad Estatal de Georgia; instalaciones deportivas; y la mayor parte de las atracciones turísticas de Atlanta. Tiene una superficie de aproximadamente 10.4 km² y tenía 26 850 residentes a fecha de 2017. Al igual que otros distritos financieros de los Estados Unidos, recientemente ha experimentado una transformación con la construcción de nuevos apartamentos y lofts, la renovación de edificios históricos y la llegada de nuevos residentes y empresas.

## Geografía
Downtown Atlanta está rodeado por la North Avenue al norte, el Boulevard al este, la Interestatal 20 al sur y Northside Drive al oeste. Esta definición incluye zonas céntricas como Five Points, el Hotel District o Fairlie-Poplar, y barrios más periféricos como SoNo o Castleberry Hill. La organización Atlanta Downtown Improvement District (ADID), sin embargo, define como Downtown una zona mucho más pequeña que tiene solo 3.1 km². Esta zona está delimitada por la North Avenue al norte, la Piedmont Avenue y el Downtown Connector al este, Martin Luther King Jr. Drive, Courtland Street y Edgewood Avenue al sur, y las vías del ferrocarril al oeste. Esta zona solo incluye los barrios centrales del distrito financiero: Fairlie-Poplar, Five Points, el Hotel District, Centennial Hill y South Downtown.

## Historia

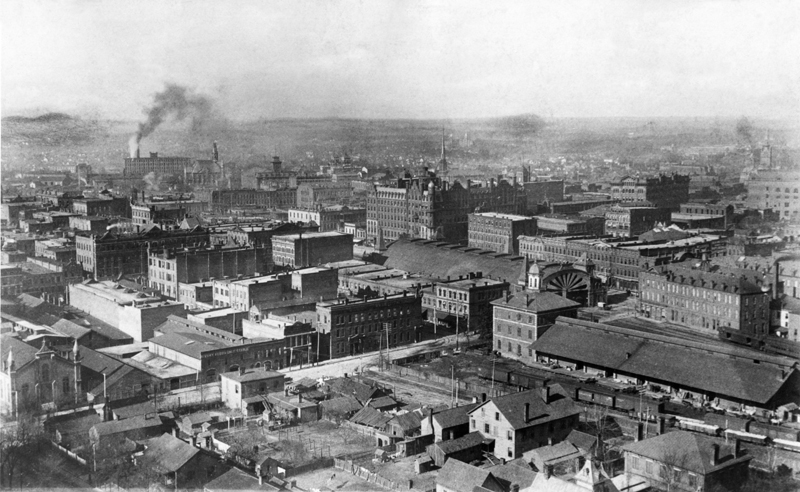
Downtown Atlanta en 1889.

La historia de Downtown Atlanta empezó en 1826, cuando Wilson Lumpkin y Hamilton Fulton estudiaron una posible ruta para construir un canal entre Chattanooga (Tennessee) y Milledgeville, la entonces capital de Georgia. En 1833, Lumpkin, que se había convertido en el gobernador del estado, pidió a la Asamblea General de Georgia que construyera tres líneas de ferrocarril. En 1836, la asamblea concedió una carta al Western and Atlantic Railroad, financiado por el estado, que conectaba el centro de Georgia con los estados situados al norte y al oeste, y Lumpkin la promulgó como ley. Como consecuencia, en 1837 se fundó una localidad llamada Terminus, llamada así porque se encontraba junto al final de la línea de ferrocarril. En 1842, los treinta habitantes de Terminus votaron a favor de cambiar el nombre de la localidad por Marthasville, en honor a la hija del gobernador Lumpkin.
En 1845, John Edgar Thomson, ingeniero jefe del Georgia Railroad, sugirió que se cambiara el nombre de Marthasville. La primera propuesta fue Atlantica-Pacifica, que posteriormente fue acortado a Atlanta. En 1847 se fundó la ciudad de Atlanta, cuyos límites se extendían en un radio de una milla (1.6 km) desde el hito kilométrico de la estación de ferrocarril.

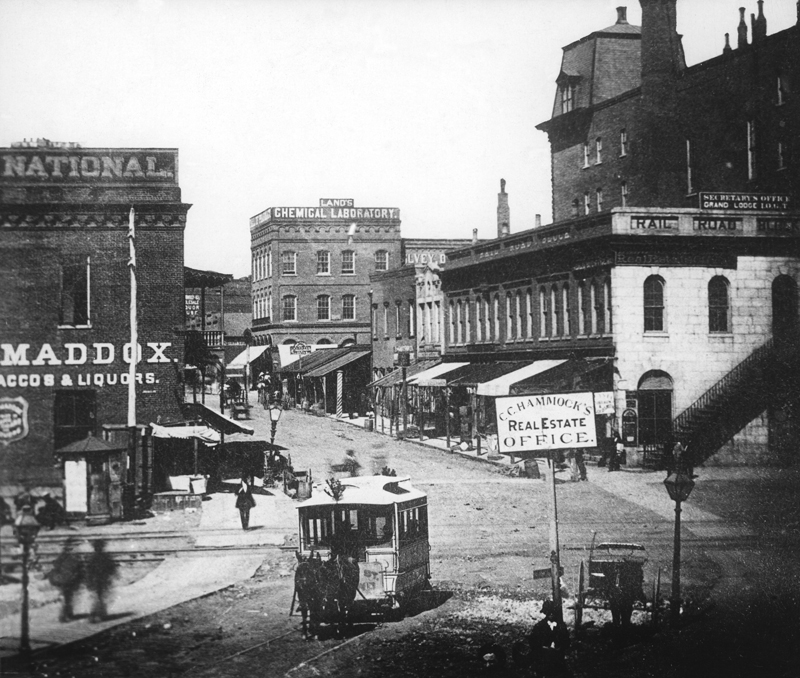
Peachtree Street en 1882.

Cuando estalló la guerra de Secesión, Atlanta ya era un importante nodo ferroviario y centro industrial, lo que la hacía un objetivo para el Ejército de la Unión. En 1864, el general William Tecumseh Sherman quemó casi completamente la ciudad durante su marcha hacia el mar, convirtiéndola en la única ciudad importante de los Estados Unidos destruida por la guerra. El primer resurgimiento de Atlanta empezó durante la Reconstrucción. En 1868, la capital del estado de Georgia se trasladó de Milledgeville a Atlanta. En la década de 1920, había surgido un sector empresarial en el centro rodeado por barrios residenciales.
El deporte profesional llegó a Atlanta en 1965 con la construcción del Atlanta-Fulton County Stadium y el traslado de los Braves desde Milwaukee. La National Football League concedió a la ciudad el equipo de los Falcons en 1966. Los Hawks llegaron en 1968, aunque hasta 1972 no se inauguró el Omni Coliseum, el estadio de baloncesto de la ciudad. Estos dos últimos equipos continúan jugando sus partidos como local en el Downtown, en el Mercedes-Benz Stadium y el Philips Arena, respectivamente.
El crecimiento empresarial de la década de 1970 provocó un importante desarrollo del Downtown, especialmente en el Peachtree Center y el Hotel District. El desarrollo económico de estas zonas desplazó el centro empresarial de la ciudad a una zona a lo largo de Peachtree Street al norte de Five Points, pese a la construcción en 1975 de la estación central del Metro de Atlanta en Five Points. A mediados de la década de 1980, el Peachtree Center se había convertido en el núcleo de un distrito de hoteles y convenciones que constituía el corazón de la economía del Downtown, aunque el resto de Downtown Atlanta se deterioraba notablemente.

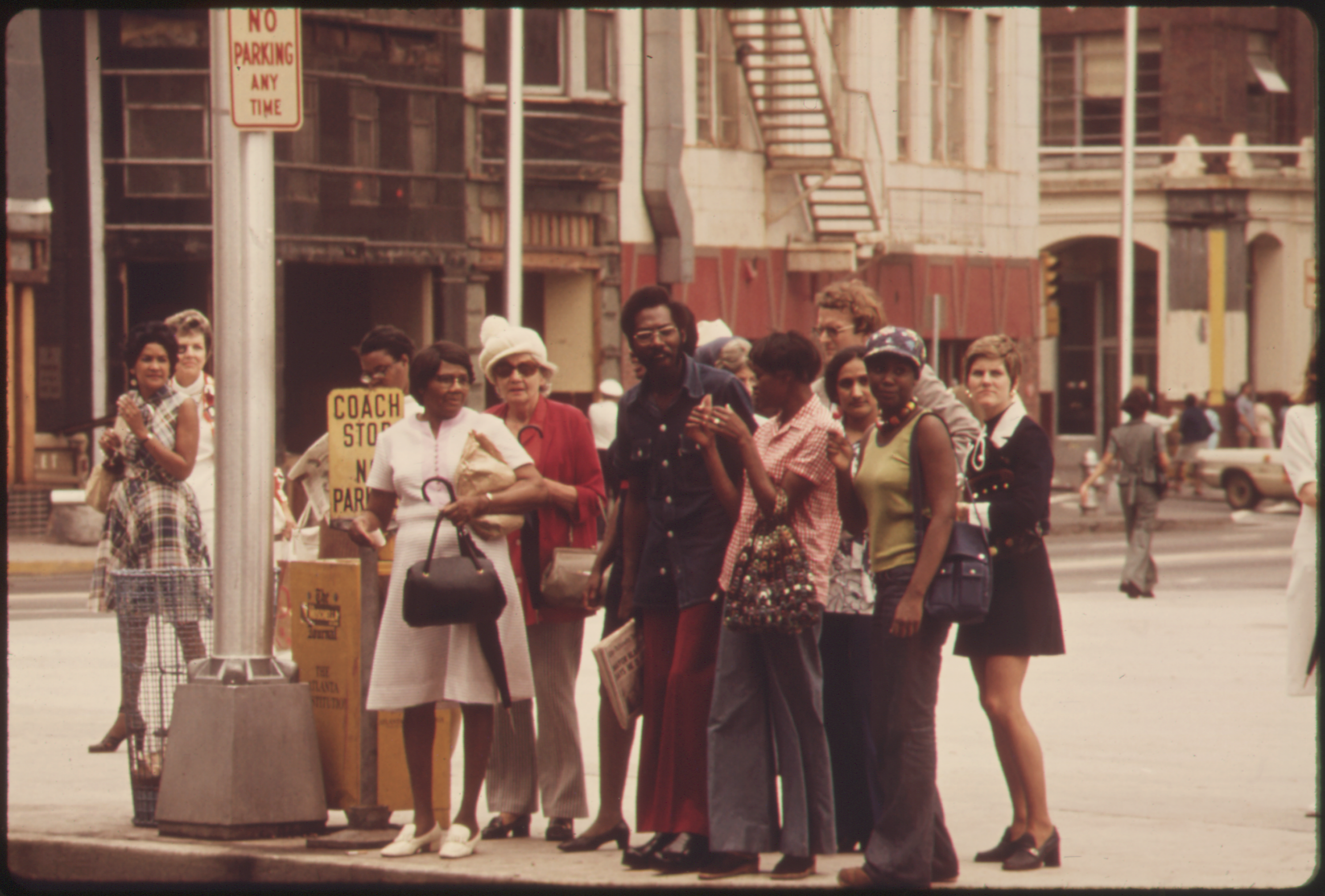
Personas esperando un autobús en 1974.

El cierre de Underground Atlanta en 1979 debido al aumento del crimen contribuyó a la percepción de que el Downtown era peligroso, y en la década de 1980 se produjo un descenso significativo de su población. En 1990, Five Points era un «cáscara vacía de lo que fue», mientras el Downtown en su conjunto era en gran medida un «archipiélago de enclaves fortificados habitados durante el día por funcionarios, congresistas y estudiantes universitarios, y durante la noche por una importante población de personas sin hogar».
Los Juegos Olímpicos de 1996, junto con la transformación de la Universidad Estatal de Georgia de una «escuela de cercanías» sin población residencial a una universidad tradicional, inició un resurgimiento del Downtown que continúa hasta la actualidad y que se ha materializado en el Parque Olímpico del Centenario, construido como recuerdo de los juegos en una antigua zona industrial al oeste de Five Points. En la siguiente década, este parque estimuló la aparición de un distrito turístico a su alrededor anclado por el World of Coca-Cola, el Acuario de Georgia, el CNN Center, el Centro Nacional de los Derechos Civiles y Humanos y el Salón de la Fama del Fútbol Americano Universitario. Tras las olimpiadas, el presidente de la Universidad Estatal de Georgia, el urbanista Carl Patton, inició una transformación del Downtown que pretendía hacer de la universidad «una parte de la ciudad, no aparte de la ciudad». Apodado Main Street Master Plan, la visión de Patton se ha ejecutado mediante proyectos de construcción urbana de miles de millones de dólares, impulsando la economía y la población del Downtown.
El 14 de marzo de 2008, aproximadamente a las 9:40 p. m. del horario del este, un tornado de categoría EF2 golpeó el Downtown con vientos de hasta 217 km/h, provocando daños en el Philips Arena, el Georgia Dome, el Parque Olímpico del Centenario, el Westin Peachtree Plaza, el CNN Center y el Georgia World Congress Center. Fue la primera vez que un tornado tocó tierra en el Downtown desde que en la década de 1880 empezaron los registros meteorológicos. Aunque provocó decenas de heridos, solo hubo una víctima mortal.

## Arquitectura

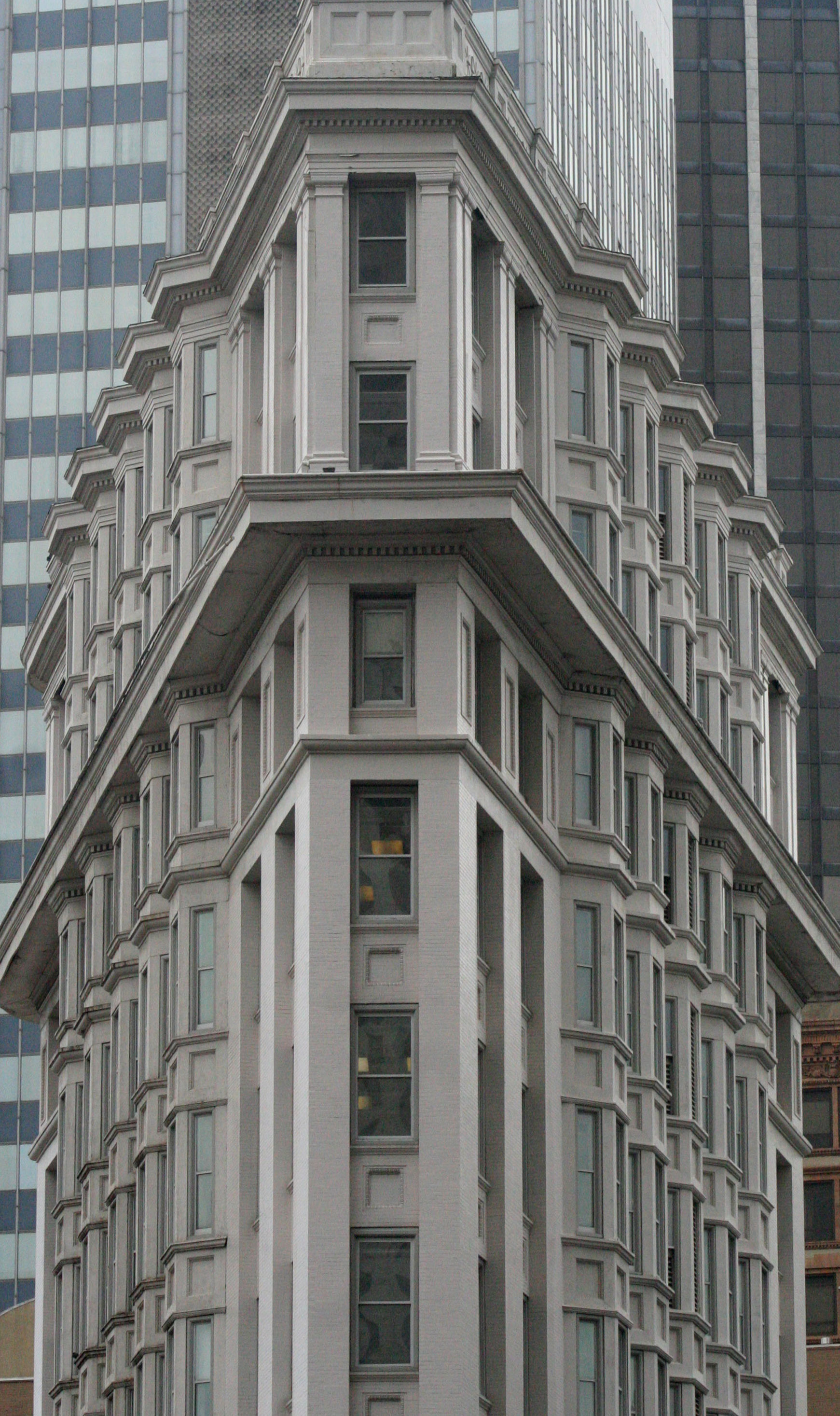
Detalle del Flatiron Building de Atlanta.

El Downtown contiene algunos de los edificios más altos de Atlanta. El edificio más alto de la ciudad, el Bank of America Plaza, está situado entre Downtown y Midtown Atlanta. Con 312 metros de altura, el Bank of America Plaza es también el edificio más alto de cualquier capital estatal de los Estados Unidos y el tercero más alto del país fuera de Nueva York y Chicago.
El Downtown es el corazón de la ciudad y el más grande de sus tres distritos financieros. Esta zona contiene arquitectura de interés que data desde el siglo xix. Algunos de los edificios más famosos del Downtown son:
- Westin Peachtree Plaza
- Georgia-Pacific Tower
- Flatiron Building
- SunTrust Plaza
- 191 Peachtree Tower
- Centennial Tower (también conocido como 101 Marietta)
- Equitable Building
- Healey Building
- Bank of America Plaza
- Candler Building
- Hurt Building

## Barrios

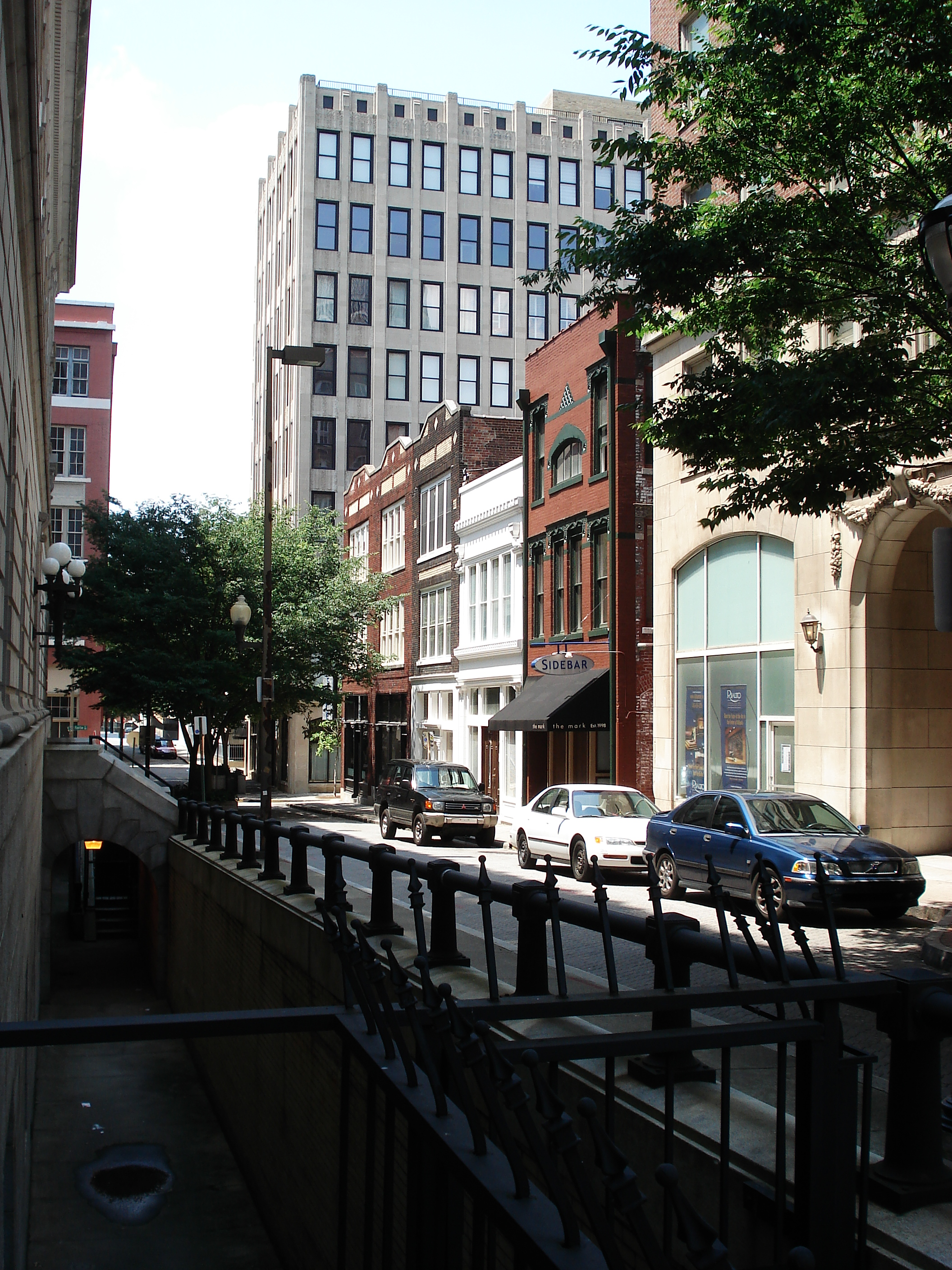
Edificios en el barrio de Fairlie-Poplar.

El Downtown está dividido en dieciséis distritos:
- Auburn Avenue Corridor – distrito cultural
- Castleberry Hill – distrito del arte
- Centennial Hill – distrito de la energía
- Centennial Park – distrito turístico
- Centennial Yards – distrito de ocio
- Edgewood Avenue Corridor – distrito de bares
- Fairlie-Poplar – distrito residencial
- Five Points (Underground) – distrito de clubes
- Garnett – distrito internacional
- Campus de la Universidad Estatal de Georgia – distrito educativo
- Congress Center – distrito de deportes y eventos
- Government Walk – distrito gubernamental
- Campus del Grady Memorial Hospital – distrito de salud
- Peachtree Center – distrito empresarial
- South Downtown – distrito de creadores
- Whitehall Corridor – distrito industrial

## Economía
El Downtown contiene más de 2.4 millones de m² de espacio de oficinas; junto con Midtown, como distrito financiero de la ciudad, supera los 4.5 millones de m², más que los distritos financieros de Dallas o Miami. La economía del Downtown también está impulsada por sus instituciones gubernamentales, sus instalaciones deportivas, de convenciones y de ocio, y sus comercios.

### Instalaciones gubernamentales

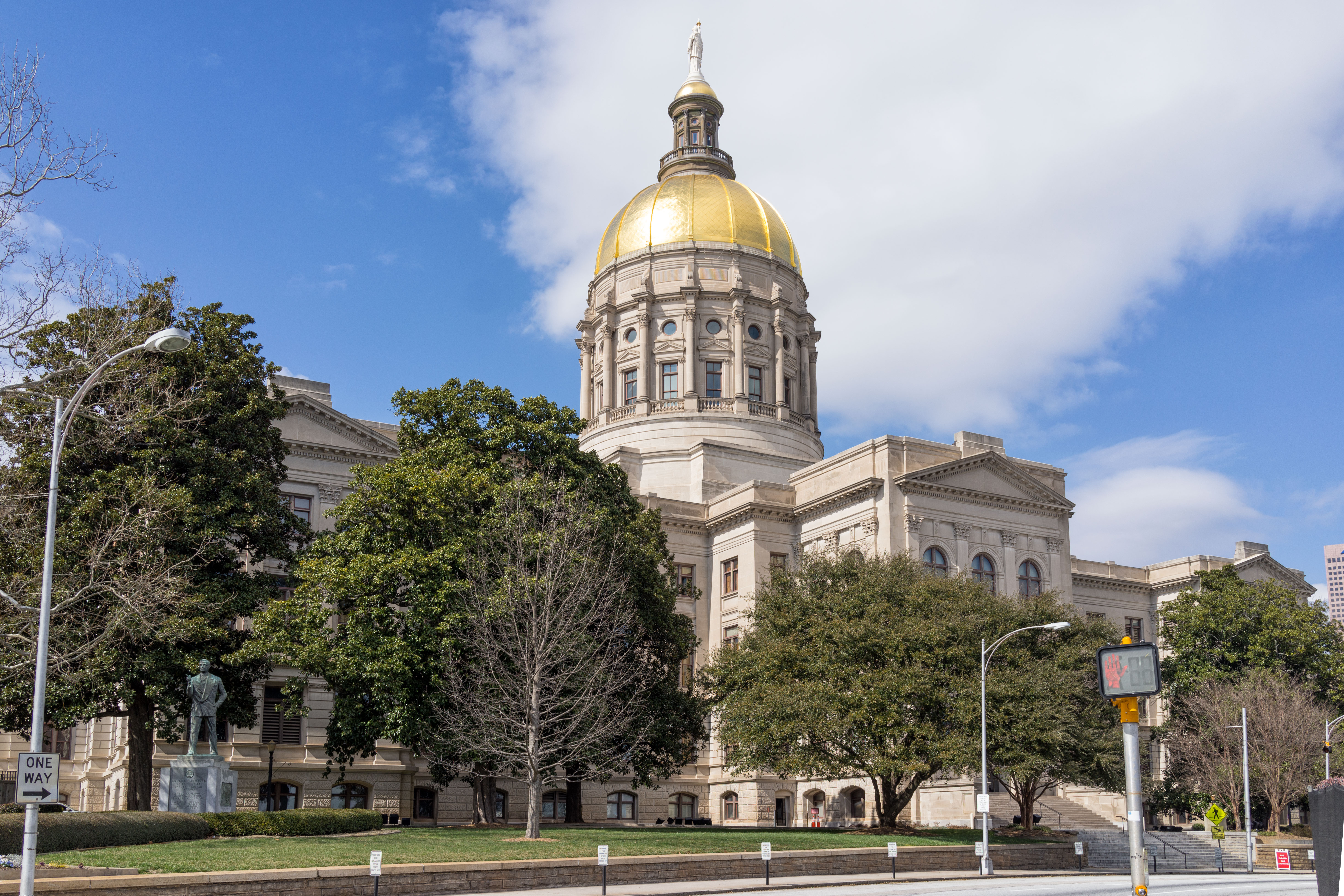
El Capitolio del Estado de Georgia.

El Gobierno federal mantiene una importante presencia en el Downtown. La Oficina del Censo de los Estados Unidos tiene su oficina regional en Atlanta en la Centennial Tower y el centro regional del censo en la suite 1000 de la Marquis Two Tower del Peachtree Center. La Junta Nacional de Seguridad en el Transporte gestiona la Oficina de Aviación de Atlanta, situada en el Atlanta Federal Center. El Martin Luther King Jr. Federal Building fue «diseñado y construido para acomodar el rápido crecimiento del volumen del Servicio Postal de los Estados Unidos, que entonces estaba orientado en torno a una única instalación de procesamiento central».
El Sam Nunn Atlanta Federal Center es el noveno edificio federal más grande de los Estados Unidos y el más grande del Sureste. Situado en el centro del Downtown, consta de cuatro volúmenes arquitectónicos y alberga a cinco mil empleados de decenas de agencias federales, con una superficie total de 180 000 m². El Richard B. Russell Federal Building, un edificio de oficinas de 116 000 m², contiene el Tribunal de Distrito del Distrito Norte de Georgia y oficinas de varias agencias federales, incluida la oficina regional del Departamento de Energía.

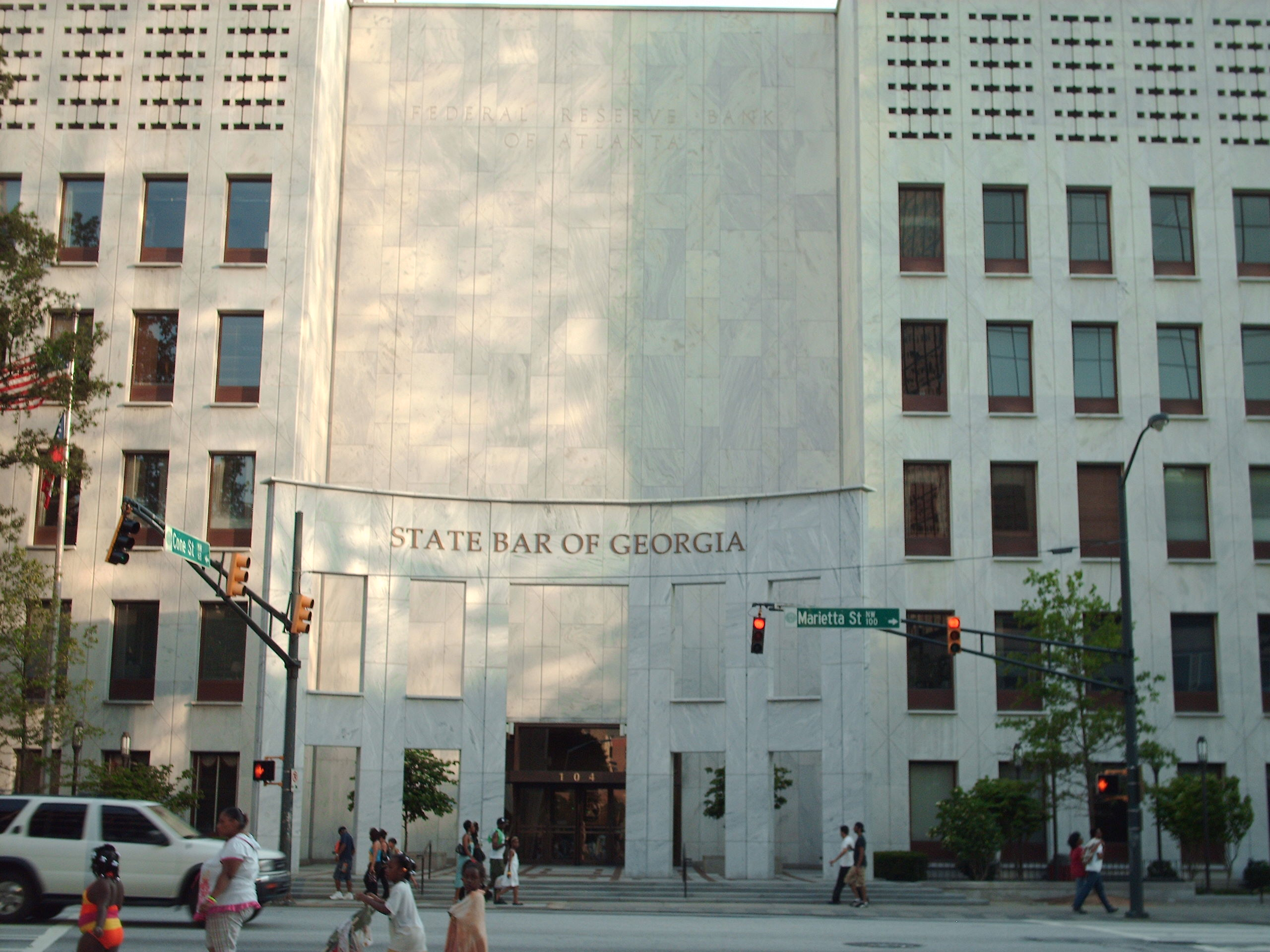
El edificio del Colegio de Abogados de Georgia, antigua sede del Banco de la Reserva Federal de Atlanta.

Al norte, en el barrio Fairlie-Poplar, está el Tribunal de Apelaciones para el Undécimo Circuito. Este tribunal juzga casos federales de los estados de Alabama, Georgia y Florida. Su nombre oficial es Tribunal de Apelaciones Elbert P. Tuttle, en honor a un antiguo juez principal del Tribunal de Apelaciones para el Quinto Circuito, predecesor del Tribunal de Apelaciones para el Undécimo Circuito.
Downtown Atlanta también se caracteriza por sus edificios oficiales del estado, el condado y la ciudad. El Capitolio del Estado de Georgia, la sede del Gobierno del estado de Georgia, está situado en South Downtown y su cúpula dorada es visible desde el Downtown Connector. El Fulton County Government Center, la sede del Gobierno del condado de Fulton, está situado en Pryor Street. El Palacio de Justicia del Condado de Fulton se encuentra justo enfrente. A unas pocas cuadras de distancia del Tribunal de Apelaciones para el Undécimo Circuito está el edificio del Colegio de Abogados de Georgia, antigua sede del Banco de la Reserva Federal de Atlanta hasta que en 2001 se trasladó a su sede de Midtown.

### Instalaciones deportivas, de convenciones y de ocio

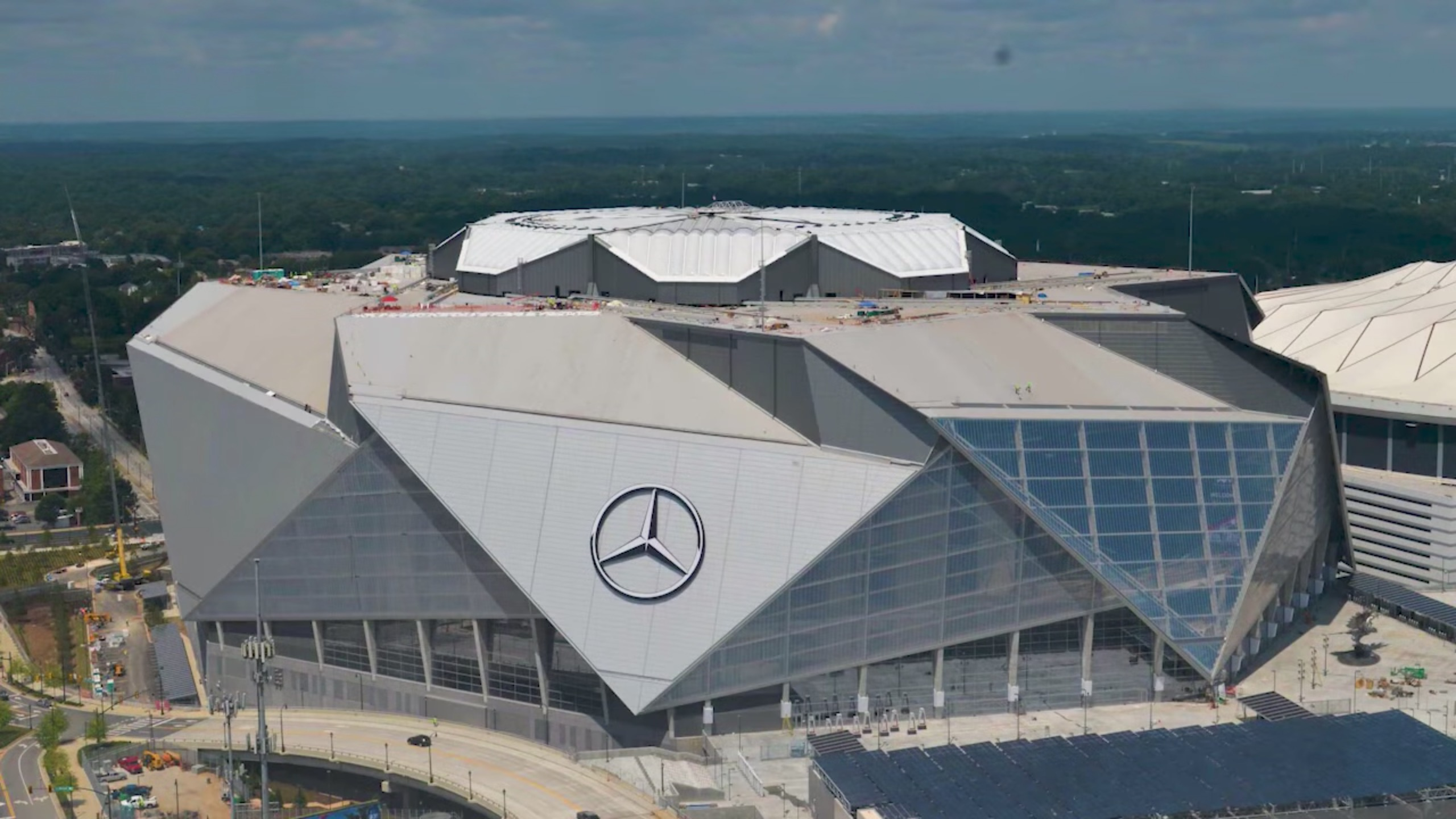
El Mercedes-Benz Stadium en agosto de 2017.

El Downtown alberga la mayor parte de las principales instalaciones deportivas de la ciudad. El Mercedes-Benz Stadium es la sede de los Atlanta Falcons, el equipo de fútbol americano de la ciudad, y del Atlanta United FC, el equipo de fútbol de la ciudad. Este estadio también alberga importantes eventos de fútbol americano universitario, como el Aflac Kickoff Game, el SEC Championship Game, la Celebration Bowl y la Peach Bowl. En sus cercanías está el State Farm Arena, la sede de los Atlanta Hawks, el equipo de baloncesto de la ciudad. Está situado justo enfrente del CNN Center, cruzando el Centennial Olympic Park Drive. Justo al sur de la Interestatal 20 se encuentran los estadios de béisbol, baloncesto y fútbol americano de la Universidad Estatal de Georgia, el último construido a partir de los antiguos Centennial Olympic Stadium y Turner Field.

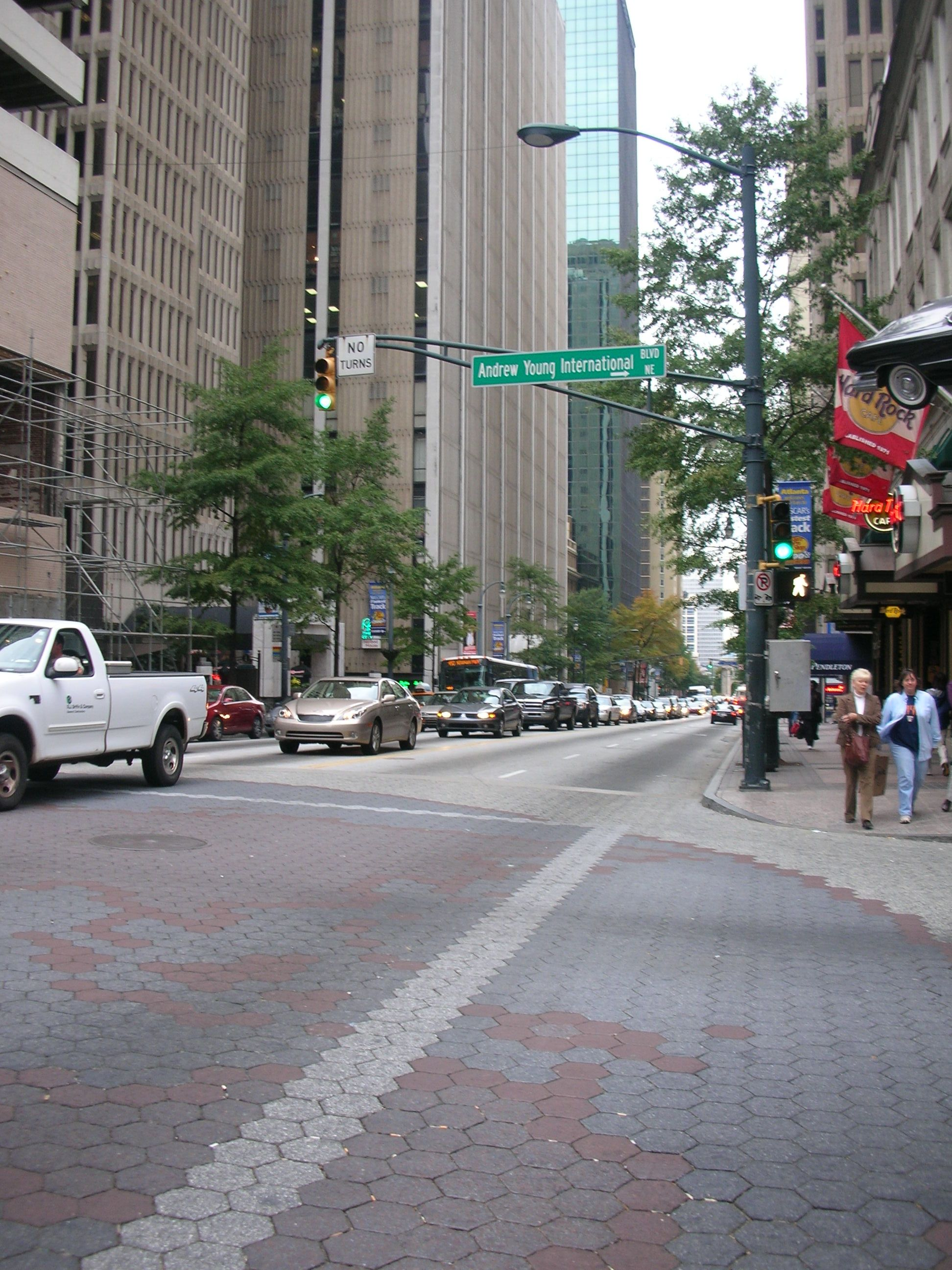
Escena callejera en el Peachtree Center.

Situado alrededor del Mercedes-Benz Stadium y el CNN Center, el Georgia World Congress Center es un centro de convenciones de propiedad estatal. Inaugurado en 1976, fue el primer centro de convenciones importante de los Estados Unidos de propiedad y gestión estatal. Con 130 000 m² de superficie, es el cuarto centro de convenciones más grande del país y más de un millón de personas asisten a convenciones en él cada año.
The Tabernacle, situado en Luckie Street, es una sala de conciertos construida en 1910 para la Tabernacle Baptist Church. En 1996, fue transformado en un House of Blues Club con motivo de las olimpiadas. Fue renombrado de nuevo The Tabernacle en 1998. La sala de conciertos tiene cuatro plantas y 2600 asientos.

### Comercios
Situado cerca de la estación de Five Points del Metro de Atlanta, Underground Atlanta es el distrito comercial y de ocio del Downtown. Durante la década de 1920, las calles de la zona fueron elevadas sobre el terreno y las vías del ferrocarril para mejorar el flujo del tráfico. The Mall at Peachtree Center, situado en Peachtree Street, es un centro comercial con sesenta tiendas especializadas, incluidos seis restaurantes, así como una zona de restauración y un centro de conferencias. También contiene el Peachtree Center Athletic Club, una instalación deportiva de 6700 m², y está conectado directamente a la estación de Peachtree Center del Metro de Atlanta. Centennial Yards es un desarrollo de uso mixto de 5000 millones de dólares que se espera que se complete en 2026. Este proyecto de transformación de 20 hectáreas proporcionará más viviendas, hoteles, tiendas, restaurantes e instalaciones de ocio al Downtown.
El AmericasMart es un centro comercial mayorista compuesto por cuatro edificios, con una superficie total de 700 000 m². Alberga varias ferias comerciales cada año, incluidas Market Wednesday, Atlanta Apparel, Atlanta Spring Immediate Delivery y The Atlanta International Gift and Home Furnishings Market. Algunos showrooms permanentes abren diariamente, aunque muchos de ellos abren solo parte del tiempo o durante ferias.

### Misiones diplomáticas
El consulado general de Alemania, el consulado de Bélgica y el consulado general de Corea del Sur se encuentran en el Peachtree Center. El consulado general del Reino Unido está situado en la Georgia-Pacific Tower.

## Parques

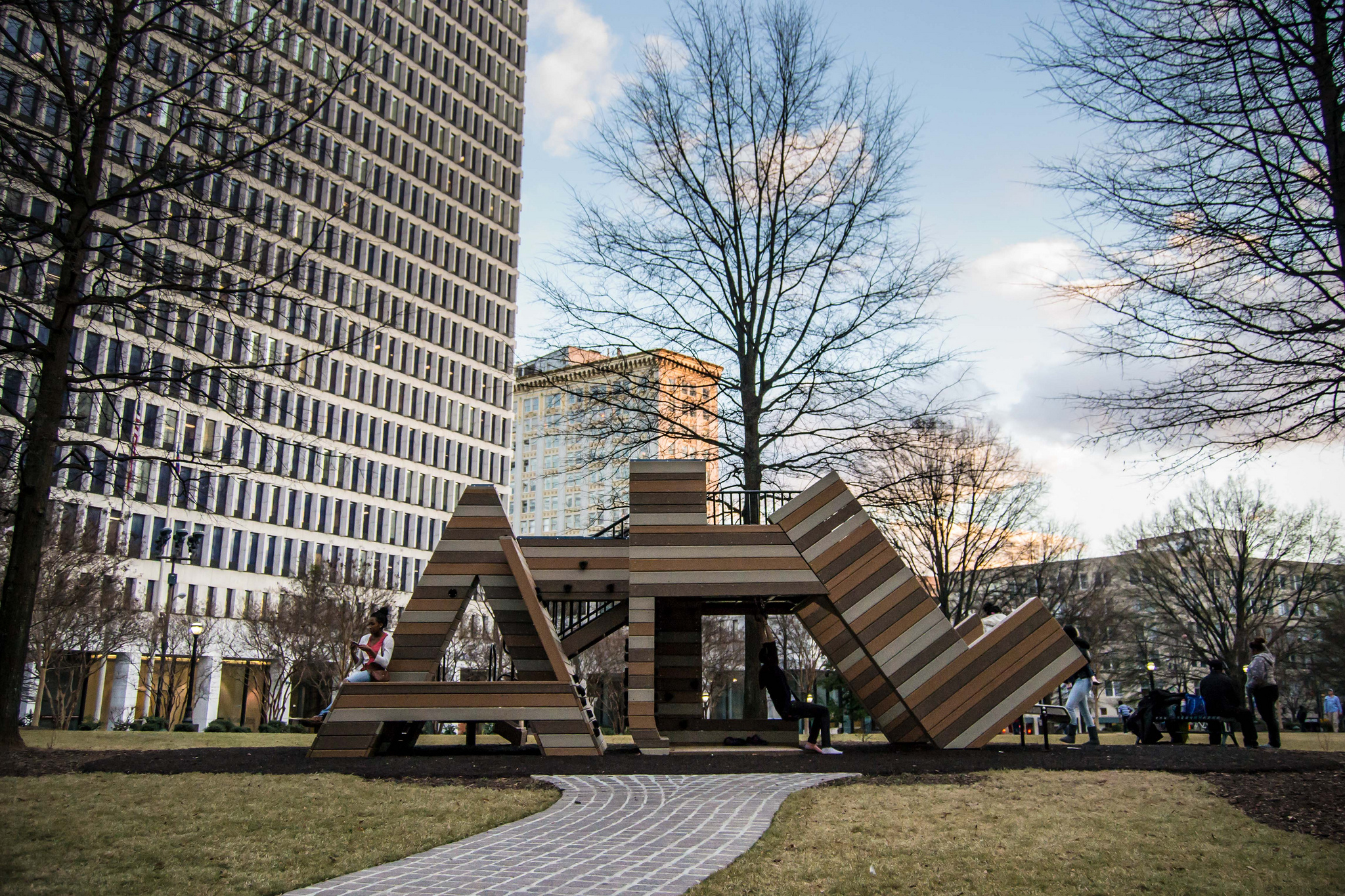
Una zona de juegos en el Woodruff Park con las letras «ATL».

El Woodruff Park, dedicado a Robert W. Woodruff, es un parque de 20 000 m² situado a una cuadra de Five Points. En este parque se encuentra la emblemática escultura El fénix, que conmemora el ascenso de Atlanta a partir de las cenizas de la guerra de Secesión.
Construido como recuerdo de los Juegos Olímpicos de 1996, el Parque Olímpico del Centenario, situado en una zona de 8.5 hectáreas del Downtown, es el parque más grande construido en el centro de una ciudad estadounidense en los últimos veinticinco años. Un elemento célebre del parque es la Fuente de los anillos, la fuente interactiva más grande del mundo con el símbolo olímpico de los cinco anillos interconectados. El parque también alberga muchos eventos, como conciertos de música y un espectáculo de fuegos artificiales el Día de la Independencia.
El Hurt Park, con su fuente iluminada, era una atracción en las décadas de 1940 y 1950, y es un recuerdo de una época pasada.

## Atracciones

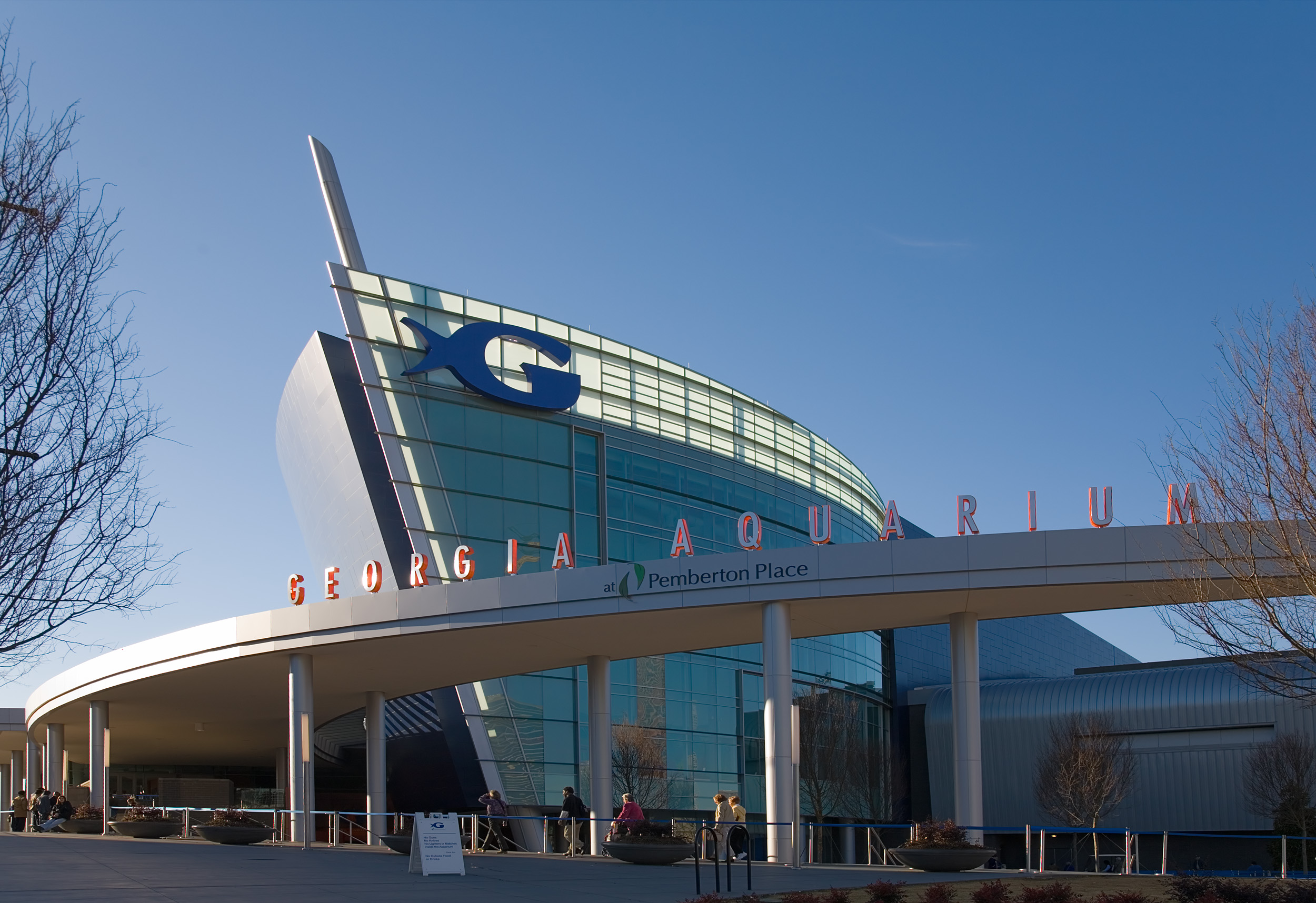
El Acuario de Georgia.

Justo al norte del Parque Olímpico del Centenario está el Acuario de Georgia, el tercer acuario más grande del mundo, por detrás del Marine Life Park de Singapur, construido en 2012, y el Chimelong Ocean Kingdom de Zhuhai (China), construido en 2010. El Acuario de Georgia sigue siendo el acuario más grande de los Estados Unidos y del hemisferio occidental, con más de 30 000 m³ de agua dulce y salada. Fue incluido como uno de los «mil lugares que ver antes de morir» en el libro homónimo.
El World of Coca-Cola, situado cerca del Acuario de Georgia, en Pemberton Place, es una exposición permanente de la historia de Coca-Cola, empresa que fue fundada y tiene su sede en Atlanta. Actualmente, se está en el proceso de añadir nuevas atracciones a la zona, particularmente en los alrededores del Parque Olímpico del Centenario. En junio de 2008, Atlanta fue escogida como la futura sede del National Health Museum, que se estima que atraerá a entre 1.1 y 1.4 millones de visitantes al año.

## Educación

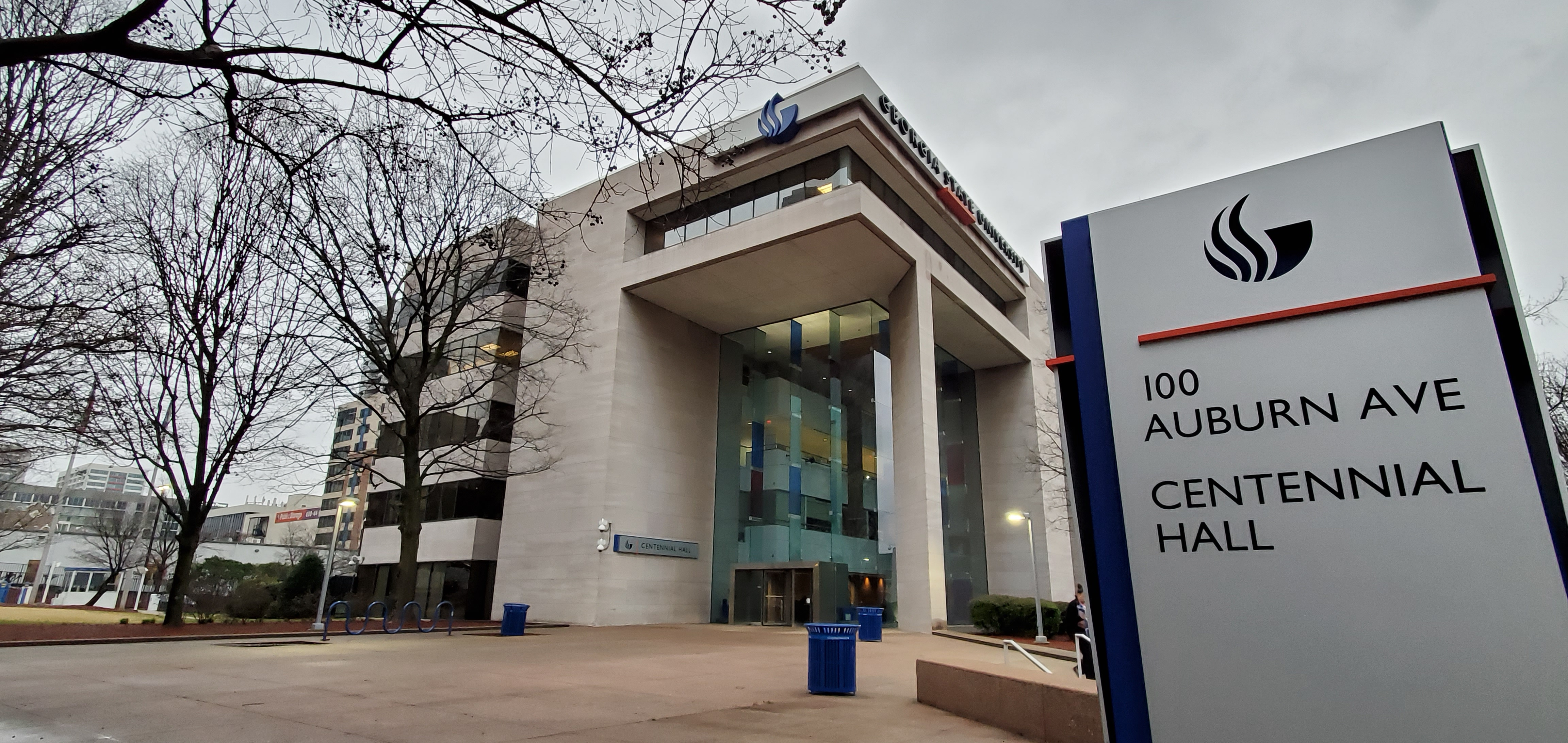
La Universidad Estatal de Georgia.

La Universidad Estatal de Georgia, una universidad de investigación pública, ha sido un actor relevante en el resurgimiento del Downtown, que se ha beneficiado de la oleada de obras y adquisiciones relacionadas con esta institución a medida que se transformaba de una «escuela de cercanías» sin población residencial a una universidad tradicional. A principios de la década de 2000, bajo el entonces presidente Carl Patton, la universidad elaboró un plan maestro que pretendía convertirla en «una parte de la ciudad, no aparte de la ciudad». Este plan, con un presupuesto de 1000 millones de dólares, ha llevado a la construcción o renovación de catorce edificios universitarios, incluidas facultades, residencias universitarias, comedores e instalaciones deportivas. El resultado es un revitalizado Downtown, especialmente en los alrededores de Woodruff Park y en la zona de Sweet Auburn.
Downtown Atlanta pertenece al distrito escolar Atlanta Public Schools (APS). Las escuelas asignadas a la zona son Centennial Place Academy (escuela K-8) y Midtown High School (antiguamente Henry W. Grady High School).

## Transporte

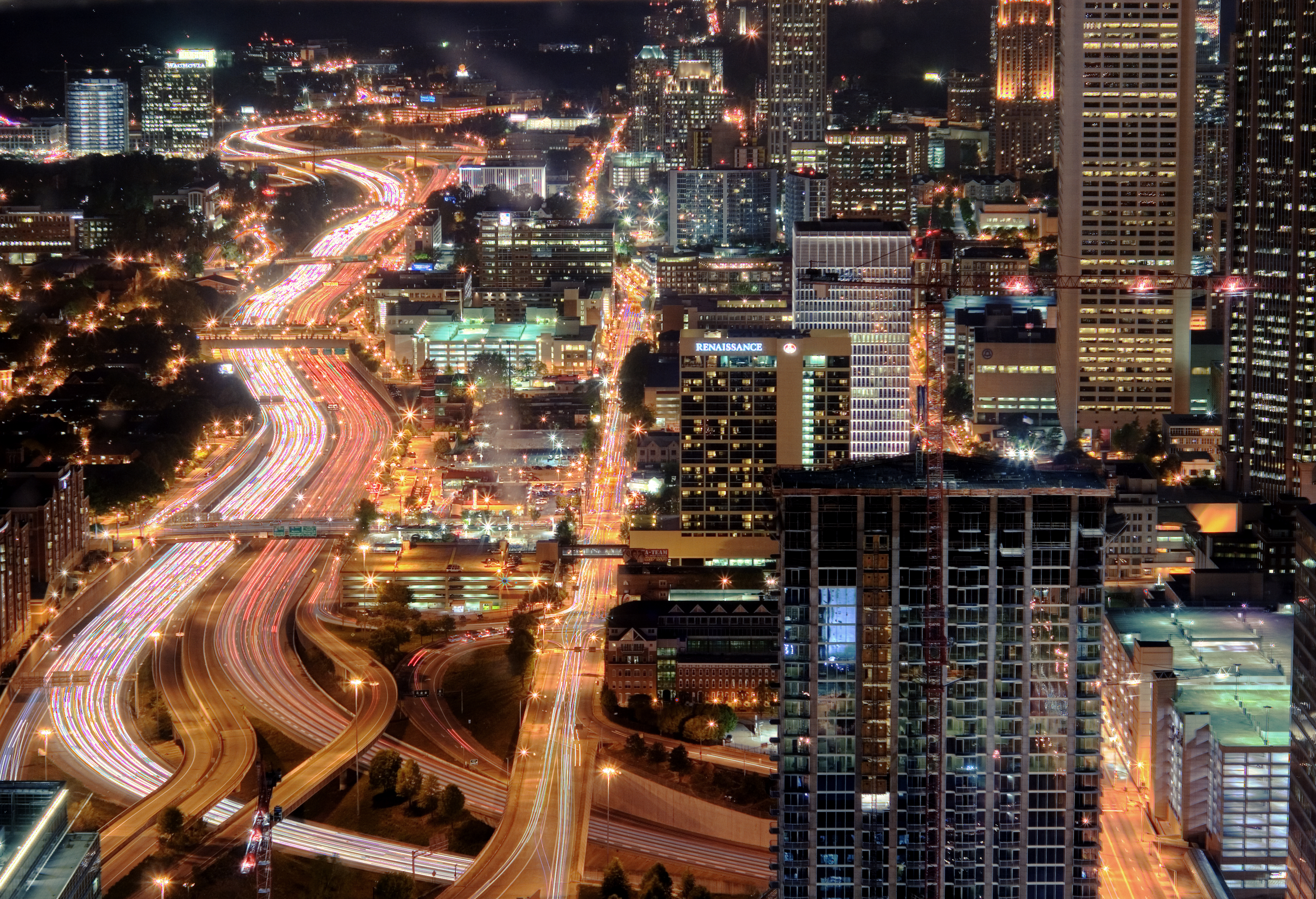
El Downtown Connector.

El Downtown es un nodo del transporte para toda la región. El Downtown Connector, en el que confluyen la Interestatal 75 y la Interestatal 85, es la autopista principal de la ciudad y atraviesa de norte a sur la zona. El Downtown también está servido por la Interestatal 20, que constituye su límite por el sur. Además, tiene muchas calles en la superficie que funcionan como alternativas del Downtown Connector.
Las líneas este-oeste y norte-sur del Metro de Atlanta convergen en el centro del Downtown, en la estación de Five Points. La línea norte-sur tiene otras tres estaciones en el Downtown: Garnett, Peachtree Center y Civic Center. Por su parte, la línea este-oeste tiene otras dos estaciones en el Downtown: GWCC/CNN Center y Georgia State.